# Lennart Nylander
Karl Lennart Hjalmar Nylander, född 4 september 1901 i Edefors, Norrbottens län, död 15 juli 1966, var en svensk diplomat.

## Biografi
Nylander var son till provinsialläkaren Emil Nylander och Hedvig von Post. Han tog studentexamen i Växjö 1920, juris kandidatexamen i Uppsala 1925 och blev fil.kand. 1928. Nylander blev attaché vid Utrikesdepartementet (UD) 1928, var förste legationssekreterare i Riga, Reval och Kovno 1936, förste sekreterare vid UD 1938 och legationsråd i Moskva 1940. Han var byråchef vid UD 1942, handelsråd i Berlin 1942, legationsråd där 1944, generalkonsul i New York 1945, envoyé Mexico City 1955 och ambassadör 1956-1962.
Han var även styrelseledamot i Swedish Seamen's Welfare Fund, Inc., Seamen of Sweden, Inc. i New York, hedersdoktor vid Bard College i New York och vid Upsala College i New Jersey.
Nylander var gift första gången 1929–1952 med fil.mag. Margareta Fjellander (1904–1979), dotter till förste provinsialläkaren Gunnar Fjellander och Elisabeth Svedberg. Han gifte sig andra gången 1952 med Inga Olsson, dotter till direktör Elis Olsson och hans hustru, född Granberg. Nylander var i första äktenskapet far till Carl (född 1932) och trillingarna Anne Marie (född 1933), Mary Anne (född 1933) och Elisabeth (född 1933). Yngsta dottern var först gift med professor Jan Kugelberg  och sedan med professor Rutger Lagercrantz.

## Utmärkelser
Nylanders utmärkelser:
- Kommendör av 1. klass av Nordstjärneorden (KNO1kl)
- Kommendör av Norska Sankt Olavsorden med stjärna (KNS:tOOmstj)
- Kommendör av Lettiska Tre stjärnors orden (KLettSO)
- Kommendör av Litauiska Gediminas orden (KLitGedO)
- Kommendör av Nederländska Oranien-Nassauorden (KNedONO)
- Kommendör av Tyska örnens orden (KTyskÖO)
- Officer av Belgiska Leopold II:s orden (OffBLeopII:sO)
- Riddare av 1. klass av Finlands Vita Ros’ orden (RFinlVRO1kl)
- 4. klass av Estniska Örnkorset (EÖK4kl)